# Helsinki Challenger 1983
L'Helsinki Challenger 1983 è stato un torneo di tennis facente parte della categoria ATP Challenger Series nell'ambito dell'ATP Challenger Series 1983. Il torneo si è giocato a Helsinki in Finlandia dal 22 al 28 ottobre 1983 su campi in cemento indoor.

## Vincitori

### Singolare
Erick Iskersky ha battuto in finale  Amos Mansdorf con il punteggio di 6–4, 4–6, 7–5

### Doppio
Kimmo Alkio /  Olli Rahnasto hanno battuto in finale  Erick Iskersky /  Richard Lewis con il punteggio di 6–4, 5–7, 6–3